# Bernd Gräwe
Bernd Gräwe (* 14. November 1948) ist ein ehemaliger deutscher Fußballspieler.

## Laufbahn
In der Runde 1968/69 gehörte Bernd Gräwe der Aufstiegself von SG Wattenscheid 09 an, die sich in der Aufstiegsrunde gegen die SSVg Velbert, DJK Gütersloh und Borussia Brand durchsetzte und damit den Aufstieg in die Regionalliga West zur Saison 1969/70 erreichte. Trainer Hubert Schieth führte die Mannschaft vom Lohrheidestadion zu diesem Erfolg.
Gräwe spielte ab 1969 für die SG Wattenscheid 09 als Mittelfeldspieler in der Regionalliga West. Nach dem fünften Rang in der Runde 1972/73 konnte er mit der SG 1974 als Meister der Regionalliga West die Westdeutsche Meisterschaft gewinnen und qualifizierte sich somit zur Aufstiegsrunde zur ersten Bundesliga, wo man aber als Dritter hinter Aufsteiger Eintracht Braunschweig und dem 1. FC Nürnberg scheiterte. Am ersten Spieltag der Bundesliga-Aufstiegsrunde, dem 12. Mai 1974, startete Wattenscheid mit einem 3:2-Auswärtserfolg bei Eintracht Braunschweig erfolgreich. Dabei zeichnete sich Bernd Gräwe als Schütze des Siegtreffers in der 77. Minute aus. Gräwe bestritt alle acht Spiele in der Aufstiegsrunde. In der Regionalliga absolvierte er von 1969 bis 1974 130 Spiele mit sieben Toren für die SG 09. Nach der Einführung der bundesweiten zweiten Liga 1974 kam er als Abwehrspieler bis 1977 noch in 70 Spielen in der 2. Bundesliga Nord zum Einsatz. Sein einziges Tor in der 2. Bundesliga erzielte Gräwe am 21. Dezember 1975 beim 2:0-Erfolg über den FC St. Pauli.

## Beruflich - Funktionär
Bernd Gräwe war auch wie viele andere der Aufstiegself in die Regionalliga, in der Textilfirma von Mäzen Klaus Steilmann beruflich beschäftigt und übte später das Amt des Obmanns bei der Wattenscheider Amateurmannschaft aus.